# Goswami
Goswami ist ein Familienname der Brahmanenkaste, der überwiegend in Assam vorkommt.
Namensträger sind:
- Abir Goswami (1976–2013), indischer Schauspieler
- Amit Goswami (* 1936), indisch-US-amerikanischer Physiker und Autor
- Arnab Goswami (* 1973), indischer Fernsehmoderator
- Bindiya Goswami, indische Schauspielerin
- Himanish Goswami (1926–2012), indischer Autor und Comiczeichner
- Indira Goswami (Mamoni Raisom Goswami; 1942–2011), indische Schriftstellerin
- Jhulan Goswami (* 1982), indische Cricketspielerin
- Joy Goswami, bengalischer Dichter
- Madhumita Goswami (* 1964), indische Badmintonspielerin, siehe Madhumita Bisht
- Sanatana Goswami (1488–1558), Hauptanhänger von Chaitanya Mahaprabhu
- Satsvarupa das Goswami (* 1939), US-amerikanischer Kommentator und Übersetzer von Sanskritwerken sowie geistiger Meister der ISKCON
- Subimal Goswami (1938–2020), indischer Fußballspieler
- Usha Goswami, Psychologin, Hochschullehrerin an der Universität Cambridge